# Каланак (джамоат Мехробод)
Каланак (тадж. Қалъанак) — сельский населённый пункт (тадж. деҳа) в Нурабадском районе Республики Таджикистан. Административно относится к сельской общине Мехробод (бывший Комсомолабад, Пумбачи).
Расстояние от села до центра района (пгт Дарбанд) — 24 км, до центра общины (село Мехробод) — 5 км.
Население — 323 человек (2017 г.), таджики.